# جيسوس إم. فارغاس
جيسوس إم. فارغاس هو عسكري وسياسي فلبيني، ولد في 22 مارس 1905 في مانيلا في الفلبين، وتوفي في 25 مارس 1994. نشط حزبياً في Progressive Party (Philippines) ‏.